# Singaporemma huilongense
Espèce
Singaporemma huilongense est une espèce d'araignées aranéomorphes de la famille des Tetrablemmidae.

## Distribution
Cette espèce est endémique du Yunnan en Chine,. Elle se rencontre dans la grotte Banpoyan dans le xian de Nanjian vers 1 990 m d'altitude.

## Description
La femelle holotype mesure 1,38 mm.

## Étymologie
Son nom d'espèce, composé de huilong et du suffixe latin -ense, « qui vit dans, qui habite », lui a été donné en référence au lieu de sa découverte, Huilong.

## Publication originale
- He & Lin, 2021 : « Two new armored spiders (Araneae, Tetrablemmidae) from Yunnan, China. » Acta Arachnologica Sinica, vol. 30, no 2, p. 106-112.